# 莊信萬豐
莊信萬豐股份有限公司（英語：Johnson Matthey plc），簡稱莊信萬豐股份，以及莊信萬豐是一家英国制造公司。

## 历史
在1817年，由培卡爾·諾頓·莊信創立，當時經營唯一鑄造貴金屬產品，後來在1851年，由喬治·萬豐加入，才改名為莊信萬豐至今。
現時業務除了鑄造貴金屬產品外，還經營催化劑，以及藥品原料，也就是生產自動催化劑及污染治理系統、燃料電池用催化劑及零件、藥用化合物、過程催化劑及特種化學品，精煉、加工及銷售貴金屬，而過往曾經營旗下金融業務，名為「莊信萬豐銀行」，但由於英國出現嚴重擠提事件，故此在1984年9月30日，已出售給西太平洋銀行的。
而在2008年和2010年，已分別先後收購Argillon，以及InterCAT股權。

## 銀條產品

### 1盎司
正面有Johnson Matthey的標誌、「FINE SILVER 999」、「1 OUNCE TROY」以及獨立編號；背面有傾斜40度重複的JM標誌。
- 尺寸：50.4 x 29.7 x 2.7 毫米

### 10盎司
正面有Johnson Matthey的標誌、「FINE SILVER 999」、「10 OUNCE TROY」以及獨立編號；背面有傾斜40度重複的JM標誌。
- 尺寸：90 x 51.9 x 6.7 毫米

### 1公斤
正面有Johnson Matthey的標誌、「999 SLC」、「1 KILO」以及下面有獨立編號；背面空白。
尺寸：101.6 x 50.8 x 15.9 毫米

### 100盎司
正面上方有JM標誌，下方有「100 OZ」和「999」；背面空白。
- 尺寸：163 x 65.1 x 33 毫米

## 連結
- Matthey.com （页面存档备份，存于）